# Lodewijk van Deyssel
Lodewijk van Deyssel (de son vrai nom Karel Joan Lodewijk Alberdingk Thijm) né le 22 septembre 1864 à  Amsterdam et mort le 22 janvier 1952  à Haarlem est un écrivain, critique et poète néerlandais .

## Biographie

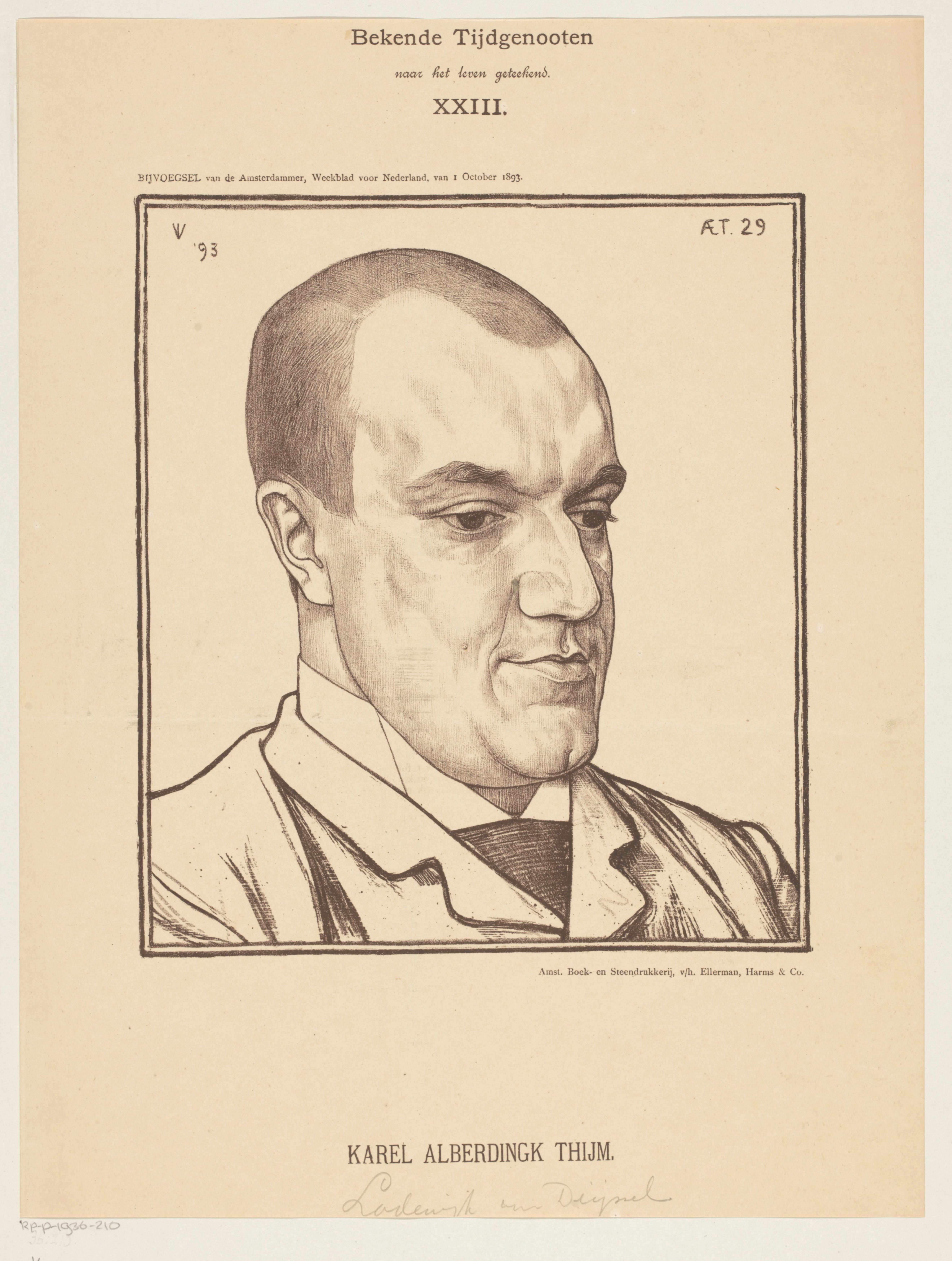
Portrait par Jan Veth (1893).

Lodewijk van Deysselet  est le fils d'un écrivain, poète, libraire et éditeur, Joseph Alberdingk Thijm (1820-1889) et de Wilhelmina Kerst (1824-1894).  D'une famille catholique il est élève au pensionnat catholique pour garçons de Rolduc, tenu par les jésuites.
Dans les années 80 il fait partie du groupe des tachtigers, influencé par l'impressionnisme et le naturalisme, avec  Willem Kloos, Hélène Swarth, Albert Verwey, Frederik van Eeden, Herman Gorter...
Dans la période 1882-1889, il dans des journaux : l'hebdomadaire De Amsterdammer,  De Nieuwe Gidsfondée (la revue littéraire des Tachtigers), Avec Albert Verwey, il fonde le magazine Twentyste Eeuw.
Après une période où Lodewijk van Deyssel exprime son admiration pour Émile Zola il se détache du naturalisme pour une approche mystique, influencé par Huysmans et par Maeterlinck.
En 1905, il fonde l' Association des professionnels de la littérature dont l'objet est la promotion des intérêts matériels des écrivains.
En 1887, il épouse Catharina Horyaans (1864-1941), dont il divorce en 1918. De ce mariage sont nés deux fils et une fille.
En 1913 il obtient le prix Hendrik Tollens pour l'ensemble de son œuvre.
François Closset donne son appréciation, en 1957, dans la revue Les Langues modernes sur l'œuvre de  l'écrivain : "L'œuvre critique de Lodewijk van Deyssel  frémit de passion, aussi bien dans ses louanges que dans ses condamnations. Il n'essaie pas de convaincre par un raisonnement calme. Il chante, il exulte, il injurie, il blesse. Mais sa langue est admirable, pleine de vie et de riches nuances. En tant que romancier, il est un des représentants les plus marquants du naturalisme. Influencé par Maeterlinck et par d'autres écrivains mystiques, il s'écarte, vers 1890, du naturalisme (voir son essai : De dood van het naturalisme 1891). Il se tourne vers le « sensitivisme », et écrit des poèmes en prose. Son roman philosophico-psychologique, qui est en vérité une suite d'aphorismes lyriques  Het levèn van Frank Rozelaar (1911), est le plus accessible".

## Publications
Les ouvrages sont tous écrits et publiés en néerlandais.
1886 - Over literatuur
1887 - Een liefde
1889 - De kleine republiek
1891 - De dood van het naturalisme
1891 - De zwemschool
1891 - Menschen en bergen
1891 - Multatuli, onder het pseudoniem: A.J.[2]
1893 - J.A. Alberdingk Thijm, onder het pseudoniem: A.J.
1894 - Blank en geel, onder het pseudoniem: A.J.
1895 - Prozastukken
1895 - Van Zola tot Maeterlinck
1896 - Caesar (herdrukt in Verzamelde Werken, VI)
1904 - Kindleven
1908 - Verbeeldingen
1911 - Het leven van Frank Rozelaar (in 1958 compleet, in 1982 opnieuw herzien)
1923 - Werk der laatste jaren
1924 - Gedenkschriften
1929 - Nieuwe kritieken
1950 - Aantekeningen bij lectuur
1980 - Telephoonbriefjes en andere curiosa (postuum uitgegeven verzameling)